# Diplazium latipinnulum
Diplazium latipinnulum är en majbräkenväxtart som först beskrevs av Ren-Chang Ching och W.M.Chu och som fick sitt nu gällande namn av Z.R.He.
Diplazium latipinnulum ingår i släktet Diplazium och familjen Athyriaceae. Inga underarter finns listade i Catalogue of Life.